# Google.by
Google.by — домен і сайт, який до 2009 року належав білоруській компанії ActiveMedia. Наразі належить компанії Google.

## Історія
Домен google.by вперше був зареєстрований в 2003 році білоруською компанією ActiveMedia, яка не мала жодного відношення до компанії Google. Спочатку сайт мав власний дизайн та власну базу даних пошуку з кількома сотнями білоруських сайтів.
Згодом дизайн сайту переробили і він став дуже схожим з оригінальним дизайном сайту google.com, за винятком реклами на правій стороні сайта. Сайт мав російськомовну та білоруськомовну версії (остання мала граматичну помилку в інтерфейсі, де було написано біл. «У інтернэце» замість біл. «У інтэрнэце»). Пошукові запити сайт передавав справжньому пошуковику google.
В 2008 році компанія Google подала позов до Верховного Суду Республіки Білорусь та виграла його. Суд постановив скасувати реєстрацію домену. В 2009 році Google зареєструвала домен на себе.

## Статистика
За інформацією статистичної компанії Alexa Internet станом на 20 червня 2015 року сайт google.by за популярністю у світі посідає 995 місце, за популярністю у Білорусі — 3 місце.